# كأس الاتحاد البنغلاديشي
كأس الاتحاد البنغلاديشي لكرة القدم (بالإنجليزية: Bangladesh Federation Cup)‏ (بالبنغالية:ফেডারেশন কাপ) ، هي بطولة رسمية أنشأها الاتحاد البنغلاديشي لكرة القدم سنة 1980م، حيث حقق نادي محمدين سبورتنغ كلوب اللقب 10 مرات.